# Terque
Terque – gmina w Hiszpanii, w prowincji Almería, w Andaluzji, o powierzchni 15,72 km². W 2011 roku gmina liczyła 454 mieszkańców.